# Juno I
El Juno I va ser un coet de quatre etapes estatunidenc que va llançar el primer satèl·lit americà a l'espai, Explorer 1, en 1958. Com a membre de la família de coets Redstone, es deriva del coet sonda Jupiter-C. Se sol confondre amb el vehicle de llançament Juno II, que es deriva del míssil balístic d'abast mitjà PGM-19 Jupiter.

## Desenvolupament
El Juno I va consistir d'un coet Jupiter-C, amb quarta etapa muntat a la part superior del "tub" de la primera etapa, que era expulsat després que la tercera etapa s'esgoti per augmentar la càrrega útil i la quarta etapa a una velocitat orbital de 8 quilòmetres per segon (29.000 km/h). Aquest sistema de múltiples etapes, dissenyat per Wernher von Braun en 1956 pel seu disseny del Projecte Orbiter, va obviar la necessitat d'un sistema de guia en les etapes superiors, demostrant ser el mètode més simple i més immediat per posar una càrrega útil en òrbita; però ja que no tenia orientació de l'etapa superior, no podria injectar la càrrega útil en una òrbita precisa. Tant el Juno I de quatre etapes com el Jupiter-C de tres tenien la mateixa altura (21,2 metres), amb la quarta etapa del Juno I tancada a l'interior del con del nas de la tercera etapa.
La família de coets porten el nom de la deessa romana i reina dels déus Juno per la seva posició com la versió de llançament de satèl·lits de la Jupiter-C. El nom va ser proposat pel Director de la JPL Dr. William Pickering al novembre de 1957. Les lletres a la primera etapa del Juno indiquen l'ordre dels llançaments amb un codi de dues lletres basat en la paraula "HUNTSVILE". Un coet marcat amb UE va ser el número 29 en la sèrie.
La prova de llançament al setembre 1956 d'un Jupiter-C per l'Army Ballistic Missile Agency podria haver estat el primer llançament de satèl·lits del món. Havia estat la quarta etapa carregada i aprovisionada de combustible, la càpsula en forma de con hauria sobrepassat l'objectiu i va entrar en òrbita. Tal posada en marxa no es va produir fins a principis de 1958 quan un Juno I va llançar amb èxit el primer satèl·lit dels Estats Units, l'Explorer 1, com a part del Programa Vanguard, després de l'Sputnik 1 en l'octubre de 1957 per part dels soviètics.

## Història
Tot i que el llançament del Juno I amb el satèl·lit Explorer 1 va ser un gran èxit per al programa espacial estatunidenc, només dos dels seus cinc vols restants han estat positius; amb el llançament de l'Explorer 3 i 4. El públic nord-americà estava feliç i alleujat que els Estats Units finalment havien aconseguit llançar un satèl·lit després dels fracassos de llançament en les sèries Vanguard i Viking. Amb l'èxit relatiu del programa Juno I, von Braun va desenvolupar el Juno II, utilitzant la primera etapa del PGM-19 Jupiter, en comptes d'un Redstone.
Els sis llançaments del Juno I van ser:
- 31 gener 1958: va orbitar l'Explorer 1 pesant 13,91 kg amb 8,32 kg de càrrega, perigeu de 360 km, apogeu de 2.535 km. L'Explorer 1 va cessar la transmissió de dades el 23 de maig de 1958 quan les seves bateries van morir, però va romandre en òrbita durant més de 12 anys. Va fer una reentrada brusca sobre l'Oceà Pacífic el 31 de març de 1970.
- 5 març 1958: intent d'orbitar l'Explorer 2, pesant 14,22 kg amb 8,54 kg de càrrega, va fallar perquè la quarta etapa no es va encendre.
- 26 març 1958: va orbitar l'Explorer 3, pesant 14,1 kg amb 8,41 kg de càrrega, perigeu de 192 km, apogeu de 2.800 km. Va caure el 28 de juny de 1958.
- 26 juliol 1958: va orbitar l'Explorer 4, pesant 16,86 kg amb 11,68 kg de càrrega, perigeu de 262 km, apogeu de 2.210 km. Va caure el 23 d'octubre de 1959.
- 24 agost 1958: intent d'orbitar l'Explorer 5, 16,86 kg amb 11,68 kg de càrrega. Va fracassar després que el coet va topar amb el segon tram després de la separació, causant un angle de torsió amb l'etapa superior que el va fer parar.
- 23 octubre 1958: intent d'orbitar el satèl·lit inflable de 3,7 m Beacon (del Projecte Echo) 14,3 kg amb 8,3 kg de càrrega. Va fallar quan la segona etapa es va separar prematurament del coet.

## Galeria

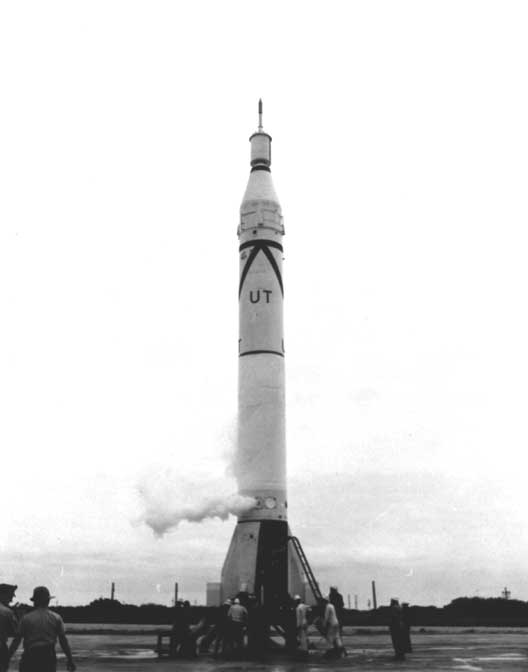
Juno I transportant lExplorer 3

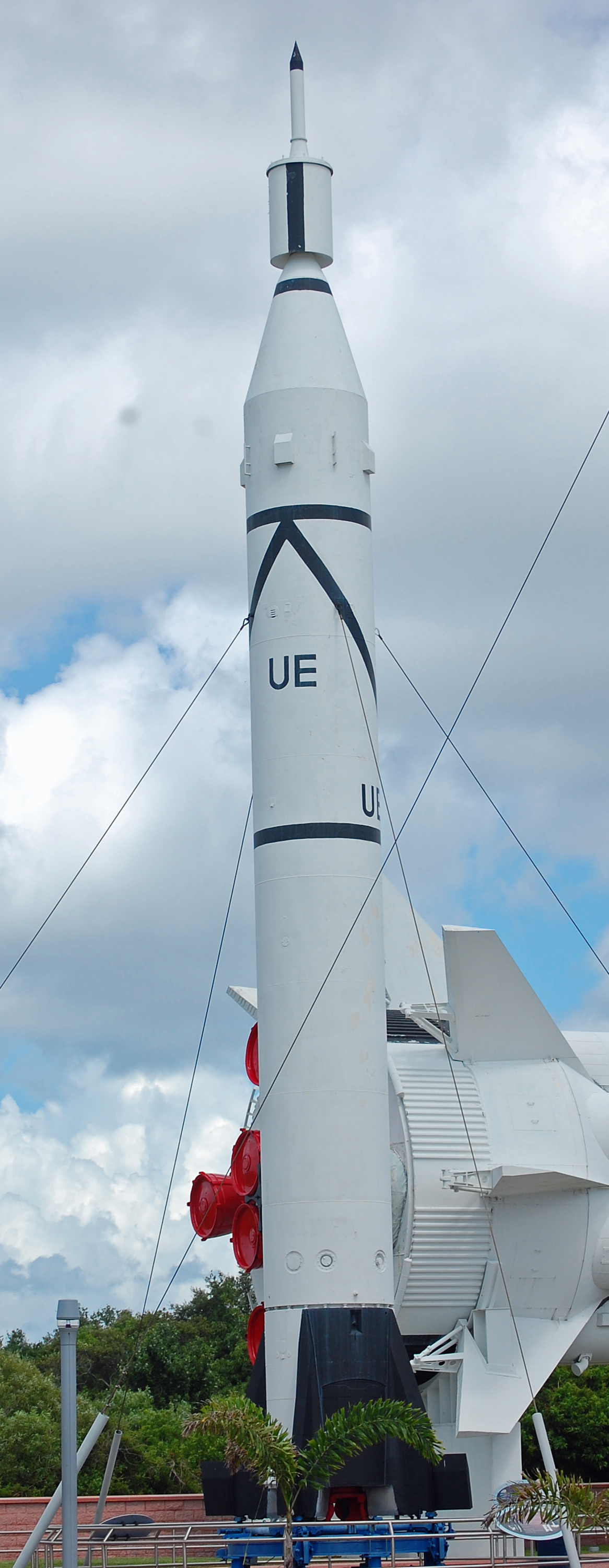
Juno I amb la maqueta de l'Explorer I al Kennedy Space Center